# Stela z Antakya

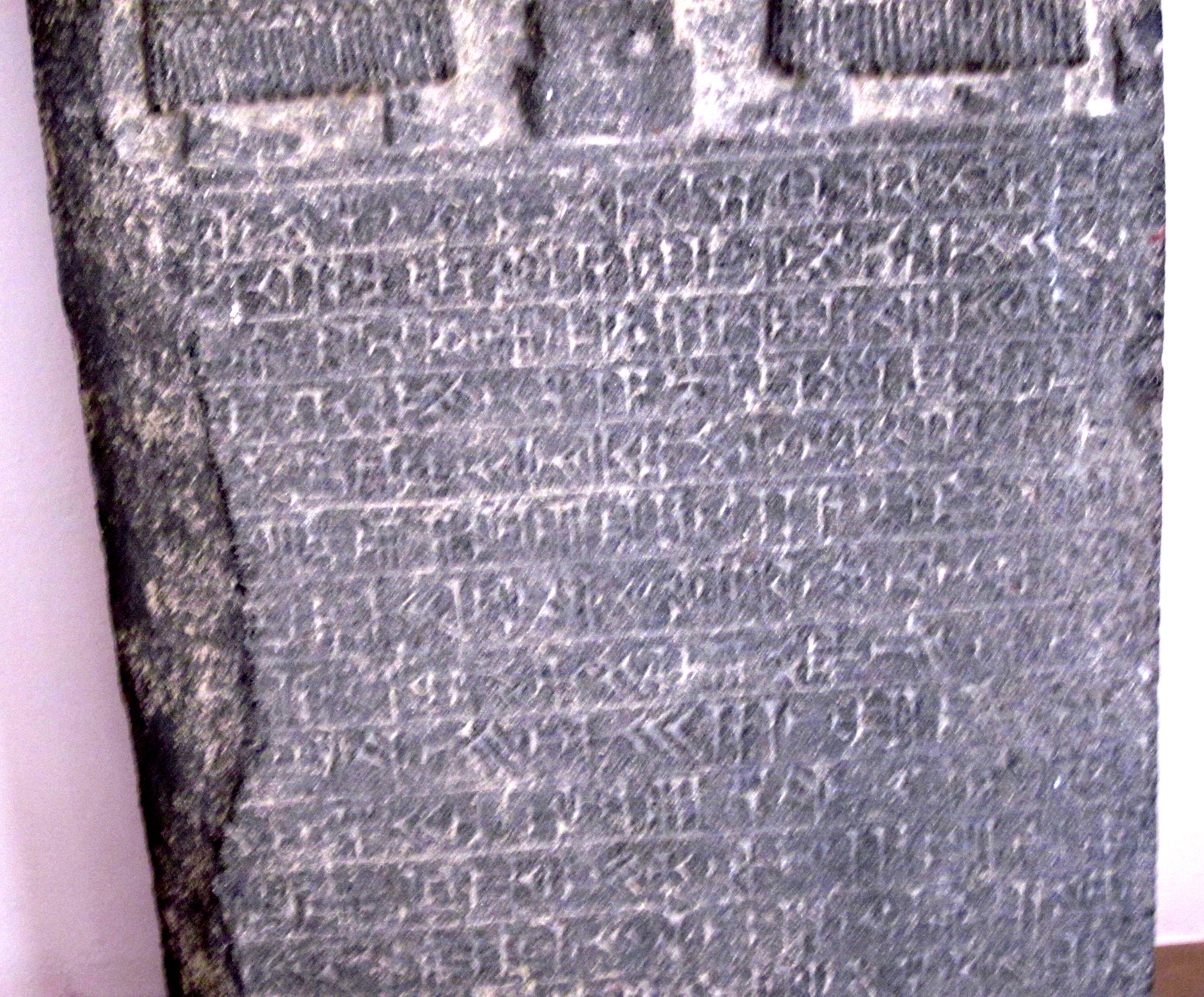
Stela z Antakya

Stela z Antakya – kamienna stela z czasów panowania asyryjskiego króla Adad-nirari III (810–783 p.n.e.) odnaleziona przypadkowo przez rolnika w 1968 roku nad Orontesem, w pobliżu miasta Antakya w Turcji. Zgodnie z umieszczoną na niej inskrypcją klinową stela ta upamiętniać miała wspólne wyznaczenie przez Adad-nirari III i Szamszi-ilu, jego dowódcę wojsk, nowej granicy pomiędzy wasalnymi królestwami Zakkura z Hamat i Atarszumki z Arpadu. Obecnie zabytek ten znajduje się w Muzeum Archeologicznym w Antakya (nr inwent. 11832).

## Opis
Zachowana stela ma wysokość 127 cm, szerokość 52 cm i grubość 31 cm. Na jej powierzchni widnieją pewne uszkodzenia - brakuje górnej części przedstawienia reliefowego i lewego brzegu inskrypcji. Na przedstawieniu reliefowym, umieszczonym w górnej części steli, ukazane zostały dwie stojące postacie zwrócone w kierunku znajdującego się między nimi długiego przedmiotu w kształcie kolumny. Postacie przedstawiać mają najprawdopodobniej Adad-nirari III, asyryjskiego króla, oraz Szamszi-ilu, jego dowódcę wojsk (turtanu). Umieszczony między nimi przedmiot wskazywać ma najprawdopodobniej na obecność bóstwa.
Pod przedstawieniem reliefowym znajduje się inskrypcja klinowa, która zajmuje dolną część steli. Jej początek podaje imię, tytuły i przodków Adad-nirari III. Dalej mowa jest o wyznaczeniu przez Adad-nirari III i Szamszi-ilu nowej granicy pomiędzy królestwami Zakkura z Hamat i Atarszumki z Arpadu. Nowe ustalenia graniczne korzystne były dla tego ostatniego, któremu Zakkur przekazać musiał kontrolę nad miastem Nahlasi i wszystkimi otaczającymi to miasto ziemiami. Inskrypcja kończy się klątwą skierowaną przeciw wszystkim tym, którzy chcieliby przesunąć granicę lub zniszczyć ustawioną na niej stelę.
Duża rola przypisywana w inskrypcji Szamszi-ilu, turtanu Adad-nirari III, skłoniła niektórych uczonych do postawienia tezy, iż to właśnie on, a nie król asyryjski, mógł być tym, który kazał wznieść stelę. To jemu też, a nie Adad-nirari III, przypisać najprawdopodobniej należy główna rola w rozstrzygnięciu dysputy granicznej pomiędzy Zakkurem a Atarszumki.